# 岡本杷奈
岡本 杷奈（おかもと はな、1997年12月16日 - ）は、日本のグラビアアイドル、タレント、女優。福井県出身。ユースプロダクション所属。

## 略歴
高校卒業後に福井県から上京し、スーパーマーケットの正社員として働いていた時にスカウトされ、2020年の秋に芸能界入り。
2021年4月5日発売の『週刊プレイボーイ』（集英社）の企画「170cm以上! 進撃の長身グラドル番付 2021年春場所」にて、「西の小結」に選出。
2021年4月23日、1stDVD『花が咲いたよ』（竹書房）を発売。同年『ミスFLASH2022』にエントリーをし、ベスト50に入ったが、ベスト15入りはならなかった。
2023年1月5日、グラビアアイドルDVDの発売イベントを取材する記者の立場から、今年最も輝いたグラドルを選ぶ「記者・編集者が選ぶグラドルアワード2022」にて、ベストボディ賞を受賞。同年10月30日には、『週刊プレイボーイ』の創刊57周年企画「NIPPONグラドル57人」にグラビアニュージェネレーションの1人として掲載された。
2024年4月8日、1st写真集『in bloom』（小学館）を発売。

## 人物
- 趣味はアニメ鑑賞、マンガを読むこと、スーパー銭湯に行くこと[3]。特技は料理[1]。
- 学生時代より身長は高く、中学でバドミントン部に入ったが体力不足で3か月で退部[12]。以降は美術部、高校で家庭研究部と文化部一辺倒だった[12]。なお、身長は185センチある父の遺伝が大きいという[12]。
- スーパーマーケットの正社員としてレジ打ち勤務（主任）の経歴を持つ[4][13]。勤務地は川崎、横浜、世田谷[12]。
- ファンによく言われるのは「会って話すと色気がない」、「黙っているといい女」[12]。

## 作品

### イメージビデオ
- 花が咲いたよ（2021年4月23日、竹書房）[14][15]
- MAN-KAI（2021年7月30日、エスデジタル）[16][17]
- ハナとボク（2021年10月29日、スパイスビジュアル）[18][19]
- 花日和（2022年1月31日、ハピネット・メディアマーケティング）[20]
- 艶花(あでやか)（2022年4月29日、スパイスビジュアル）[21][22]
- はなタイツ（2022年7月26日、エアーコントロール）[23][24]
- ハナミズキ（2022年10月21日、イーネット・フロンティア）[25][26][27]

### 動画配信
- 優しい担任のお姉ちゃん（2022年4月10日、ギルド）[28]
- 恋のレジ打ち（2023年4月10日、ギルド）[29]

### VR
- apartment Days! side A（2022年2月25日、ファンタスティカ）
- apartment Days! side B（2022年3月11日、ファンタスティカ）
- すきま時間〜一人きりで隙だらけのキミの姿を覗き見る〜（2022年3月25日、ファンタスティカ）
- バーチャルダイブ Hana's style Sweet&Dangerous（2022年5月13日、ファンタスティカ）
- バーチャルダイブ 店長のことなんて好きじゃないです（2022年6月3日、ファンタスティカ）

## 出版

### 写真集
- in bloom（2024年4月8日、小学館、撮影：西田幸樹）[30]

### デジタル写真集
- ハナとボク Vol.1･2（2021年12月22日、スパイスビジュアル）
- Kiss You（2022年1月20日、エー・ビー・エンターテイメント）
- 身近な彼女のヒミツ（2022年6月6日、集英社［週プレ PHOTO BOOK］、撮影：LUCKMAN）[31]
- 艶花(あでやか) 〜Ver.1〜（2022年9月7日、スパイスビジュアル）
- 艶花(あでやか) 〜Ver.2〜（2022年9月8日、スパイスビジュアル）
- HANA MODE ハナガサク（2022年9月26日、ドラゴンフライブック）
- Kiss You2（2022年10月5日、エー・ビー・エンターテイメント）
- 芸能界で一番レジ打ちが早い女の子（2023年3月23日、講談社［週刊現代デジタル写真集］、撮影：西田幸樹）[32]
- 週刊GIRLS-PEDIA 013（2023年5月1日、KADOKAWA）[33]
- HANA-KISS（2023年9月4日、小学館［スピ/サン グラビアフォトブック］、撮影：カノウリョウマ）[34]
- 花ざかり（2023年12月8日、PAD［ギルドデジタル写真集］）
- 年中無休で抱きしめて 姉セーラースペシャル（2024年6月25日、徳間書店［アサ芸Secret!デジタル写真集］、撮影：吉田耕一郎）

### 雑誌
- 週刊プレイボーイ 2021年4月19日号 No.16（2021年4月5日、集英社）※「170cm以上! 進撃の長身グラドル番付 2021年春場所」
- EXMAX! special 2021年9月号（2021年7月26日、楽楽出版）※「アイドルコロッセオ」
- MEN'S DVD 2021年9月号（2021年7月29日、三和出版）
- アサ芸Secret! Vol.72（2021年10月5日、徳間書店）※「峰不二子なカラダBEST50」
- MEN'S DVD 2022年1月号（2021年11月29日、三和出版）
- アサ芸Secret! Vol.74（2022年2月3日、徳間書店）※「凄すぎるパーツ美女ランキング」
- 週刊プレイボーイ 2022年6月20日号 No.25（2022年6月6日、集英社、撮影：LUCKMAN）[35]
- 週刊SPA! 2022年10月11・18日合併号（2022年10月4日、扶桑社、撮影：岡本武志）※「みうらじゅん×リリー・フランキーのグラビアン魂」
- 週刊アサヒ芸能 2023年5月25日号（2023年5月16日、徳間書店）※表紙&巻頭グラビア

### カレンダー
- 岡本杷奈 2024年カレンダー（2023年11月25日、トライエックス）[36]

## 出演

### テレビ番組
- 鎧美女 #98（2023年7月13日〈12日深夜〉、フジテレビONE）- 甲冑：源義経[37][38]

### ラジオ番組
- フレッシュチャンネル（2021年6月28日、渋谷クロスFM）[39][40]
- ステラ☆HAPPY!LIVE! 〜夏来唯のサマらじ〜（2022年6月17日、市川うららFM）
- ステラ☆HAPPYtune!
  - 〜はなとあいのトキメキRadio〜（2022年9月 - 11月、市川うららFM）- パーソナリティ
  - 〜トキメキなのはなラジオ〜（2022年12月 - 2023年5月、市川うららFM）- パーソナリティ
- ステラ☆HAPPYLIFE! 〜噂の岡本先生トキメキラジオ〜（2023年6月15日 - 、ふくろうFM) - パーソナリティ[41]

### 音声配信
- よゐこ有野のノーギャラジオ（2022年11月21日、Radiotalk）[42]
  - 公開生放送！よゐこ有野のノーギャラジオIN しらこばと水上公園（2023年5月20日、Radiotalk）[43]

### ウェブ配信
- 東京Lily 【図工の時間】#4（2022年6月29日、YouTube）共演：入山愛、塩江ゆう、篠見星奈[44]

### イベント
- Rakuten GirlsAward 2022 AUTUMN/WINTER（2022年10月8日、幕張メッセ）[45]